# Жидкое световое шоу

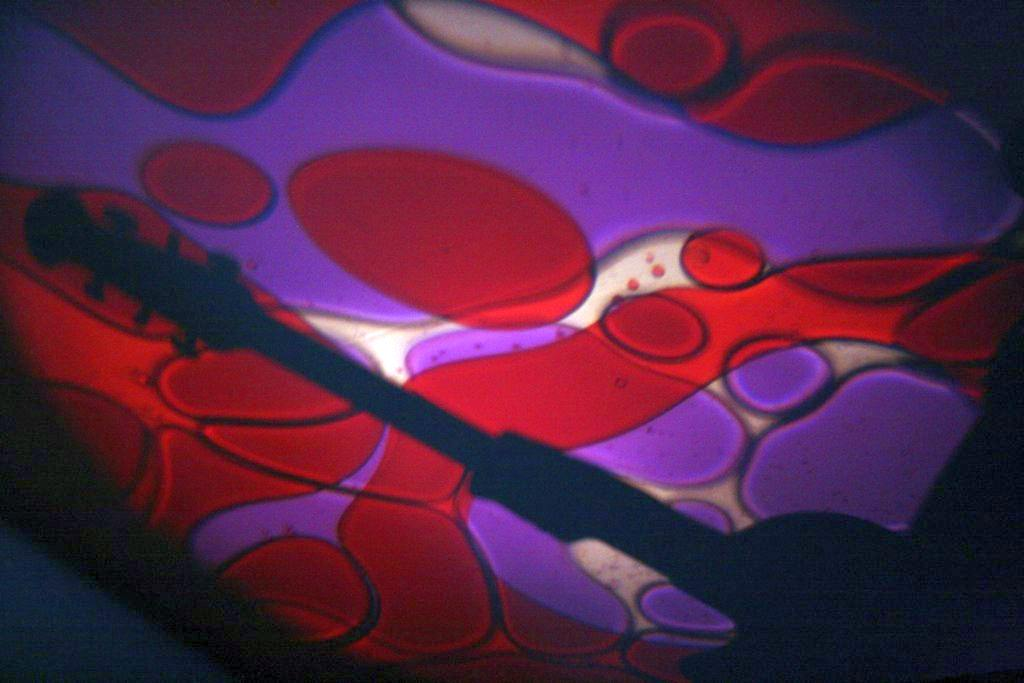
Жидкое светошоу, проецируемое за спину гитариста

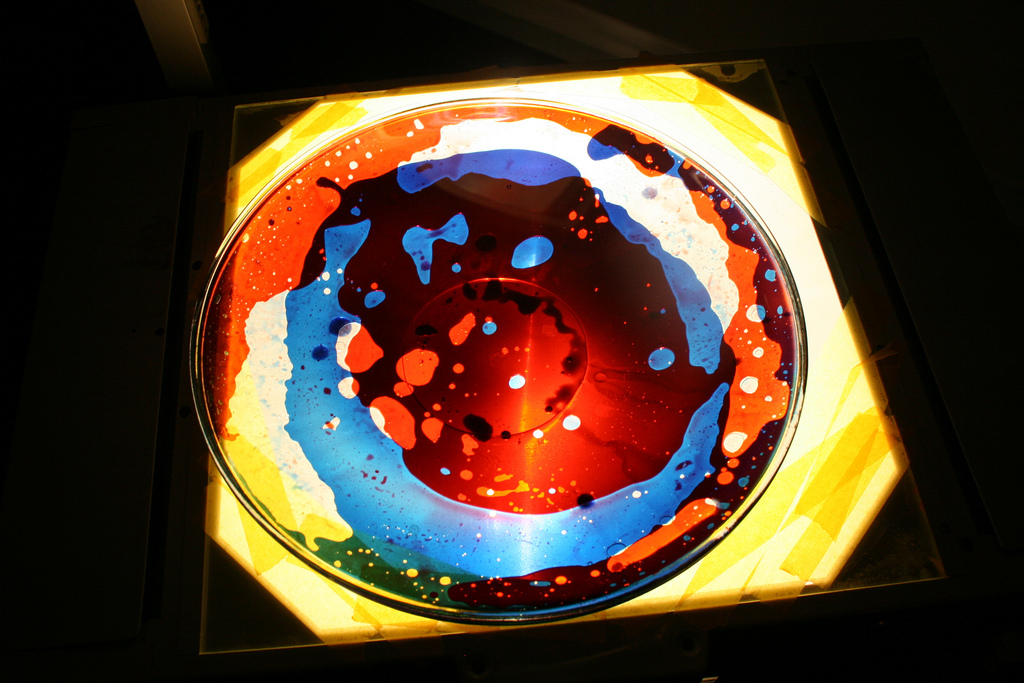
Слои цветного минерального масла и спирта движутся по линзе проектора и создают меняющиеся цветовые узоры.

Жидкое световое шоу (англ. Liquid light show) или психоделическое световое шоу — это форма светового искусства, возникшая в начале 1960-х годов для сопровождения электронной музыки и авангардных театральных представлений. Позже их адаптировали для исполнения рока или психоделической музыки.

## Методика
Жидкое светошоу получается за счёт нескольких окрашенных несмешиваемых жидкостей, например, воды и масла. Они наливаются в выпуклое часовое стекло, через которое просвечивает проектор. Движение стекла вызывает движение окрашенных жидкостей. Игра красочных пузырей проецируется на экран.

## История
Световые появились по обе стороны Атлантики примерно в 1966 году и быстро стали неотъемлемой частью психоделической музыкальной сцены вплоть до семидесятых годов. Шоу могут быть как простыми, например, с одним оператором и двумя или тремя модифицированными слайд-проекторами или кодоскопами и парой цветных колес, так и сложными, например шоу с участием десяти или более операторов, более 70 проекторов (включая жидкие слайды, жидкие оверхед-проекторы, фильмы и неподвижные изображения плюс огромный набор высокотехнологичного (на то время) оборудования для спецэффектов).
Стиль и содержание каждого шоу были уникальными, но целью большинства из них было создание гобелена мультимедийных элементов визуального усиления живых событий, которые были плавно переплетены, находились в постоянном движении и, прежде всего, отражали музыку, которую шоу пыталось отразить в эмоционально-визуальном плане.
Хотя шоу по обе стороны Атлантики имели много общего, они отличались двумя важными моментами. Во-первых, американские шоу, обычно, были крупнее: семь операторов и более тридцати проекторов не были редкостью. Напротив, шоу в Англии и на европейском континенте редко включали более трех операторов и около десяти проекторов. Во-вторых, американские шоу обычно строились вокруг диапроектора с жидкостями в больших защитных стеклах для часов. В Англии и Европе, напротив, использовались модифицированные 2-дюймовые квадратные диапроекторы, у которых были удалены дихроичные тепловые фильтры (один или оба) и использовались два, три или даже четыре слоя покровных стекол с одной или двумя жидкостями (в первые дни на основе масла и воды) между стеклами. В качестве альтернативы в каждом слое использовались красители на водной основе разного цвета, которые медленно кипели, образуя пульсирующие пузырьки пара под воздействием тепла лампы проектора со снятыми тепловыми фильтрами. Следовательно, на экран проецировались беспорядочно пульсирующие и движущиеся цветные пятна, создавая световое шоу. Прежде чем проецируемые слои полностью высохнут, новый слайд будет помещен в держатель слайдов проектора, в то время как старое стекло будет удалено, очищено и отремонтировано с использованием новых красителей, и процесс проецирования продолжится. Поверхностное натяжение жидкостей в значительной степени сохраняло смесь между предметными стеклами, но, тем не менее, процесс был действительно очень грязным, и руки операторов почти постоянно пачкались красками. Популярным выбором цветных жидкостей для световых шоу были чернила Flo-Master, продукт, разработанный для использования в перманентных маркерах, а также Vitrina, предназначенная для рисования по стеклу. Хотя эти чернила были очень яркими, у них также была проблема с очень сильными пятнами на руках оператора.
Две группы, которые связаны со световыми шоу, с которыми они работали больше всего, — это Jefferson Airplane и световое шоу Headlights в Америке и Pink Floyd с художником по свету Майком Леонардом в Англии.
В Англии световые шоу связаны с клубом UFO, в США с сетью клубов Филмор.

## Визуальные артисты
Среди ведущих имен следует упомянуть:
- Билл Хэм
- The Joshua Light Show[англ.]/Joe's Lights/Sensefex из Нью-Йорка (их можно увидеть на обложке In-A-Gadda-Da-Vida группы Iron Butterfly)
- Тони Мартин (Сан-Франциско, Нью-Йорк)
- Элиас Ромеро (Сан-Франциско)
- Майк Леонард (работал с Pink Floyd )(Великобритания)[3]
- The Heavy Water Light Show [4]
- Mark Boyle's Lights/Joan Hill (Великобритания)[5][6]
- Diogenes Lanternworks Марка Арно Ричардсона (Сан-Франциско, Денвер)[7]
- Lymbic System (Марк Ханау) (Великобритания)[8]
- Glen McKay's Headlights[9]
- The Pig Light Show  (Нью-Йорк)[10][11]
- Lights by Pablo (Нью-Йорк)
- The Brotherhood of Light (Сан-Франциско)[12]
- Little Princess  109 (Сан-Франциско)[13]
- LSD[14]
- Ed's Amazing Liquid Light Show[15]
- Abercrombe Lights (Сан-Франциско)[16]
- the Single Wing Turquoise Bird light show (Калифорния)[17][18][19]
- Sector (Альберто Занотти)
- Анна Патти (Италия)
- Невероятное световое шоу проводил Гэри Ганд в Чикаго. Ганд и его жена Джоан стали первопроходцами электроники в индустрии рок-н-ролла, став первым дилером синтезаторов Moog в США, а затем первым дилером компьютеров Apple в музыкальной индустрии.